# Ceropegia woodii
Ceropegia woodii Schltr. es una especie de planta de la familia Apocynaceae que se cultiva como planta colgante. Se denomina comúnmente collar de corazones por la forma de sus hojas.

## Distribución
Es endémica de Sudáfrica, Suazilandia, y Zimbabue.

## Descripción
Es una planta perenne, con largos tallos que pueden superar los 2m de longitud que se ha popularizado en los últimos años como planta colgante.
Hojas opuestas de 1-2 cm con forma acorazonada que presentan manchas características que le otorgan un aspecto marmóreo. El haz es de color verde intenso y el color del envés oscila en función del nivel de exposición solar entre el verde pálido (baja exposición) y el púrpura (alta exposición). Esta hojas presentan cierta suculencia que permite que la planta tolere periodos de sequía. 
Sus tallos son largos y finos (diámetro < 2mm) y pueden llegar a desarrollar cáudices  en la base y los nudos con capacidad para almacenar agua .
Sus flores, de color rosado, se disponen en cimas en número de 1 a 4 y cada una de ellas una trampa de polinización. Están formadas por 5 sépalos y 5 pétalos que se fusionan formando un tubo de unos 3 cm de longitud cerrado en la parte apical mediante una especie de enrejado que permite que los insectos polinizadores entren pero dificulta su salida. Esta estructura en forma de jaula es una adaptación evolutiva que permite que el insecto pase más tiempo dentro de la flor aumentando así la probabilidad de que la polinización tenga lugar facilitando así su reproducción.

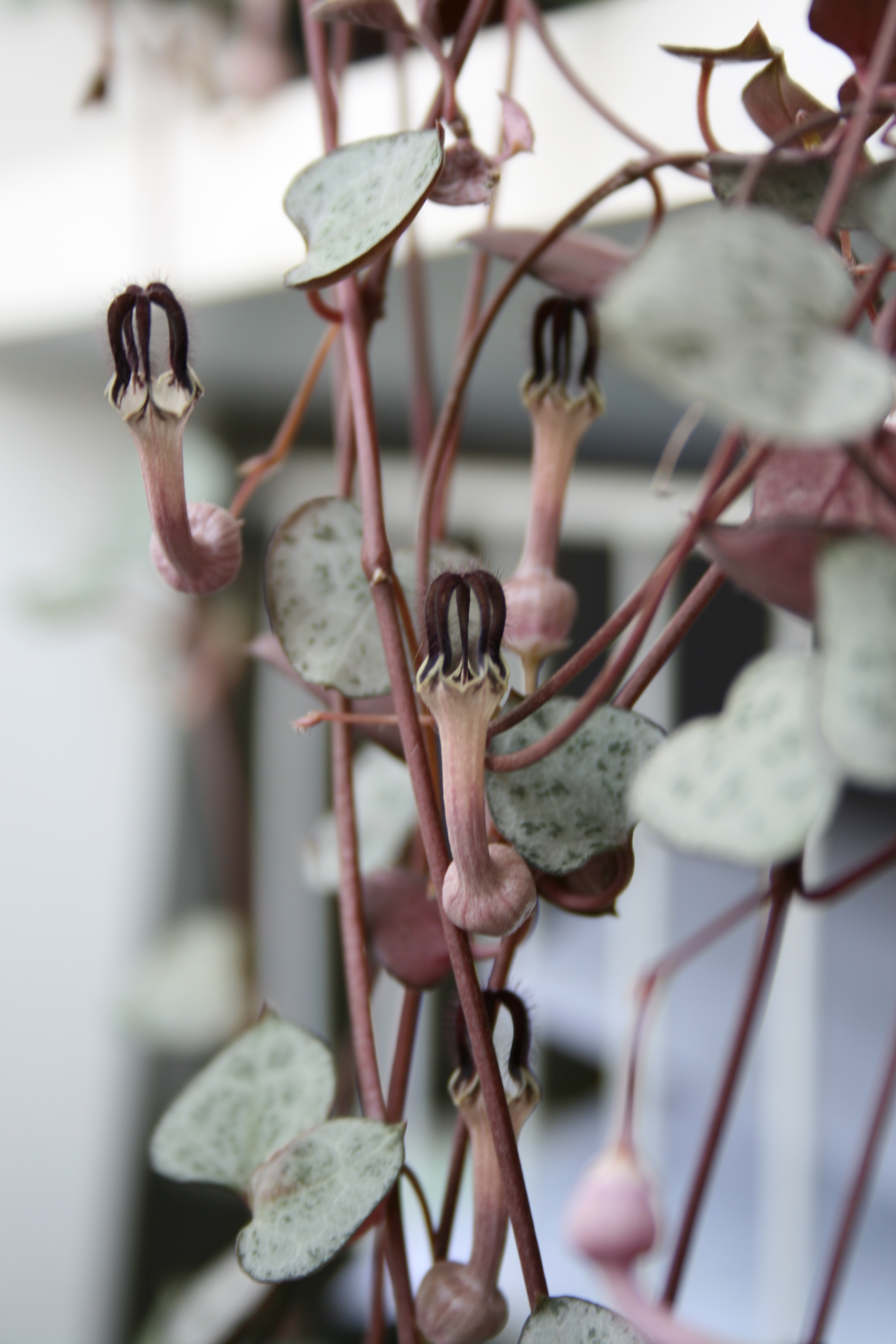
Flores.

## Cultivo y usos
Ceropegia woodii es una planta que se ha popularizado como planta de interior por tener un porte idóneo para ser cultivada como planta colgante.
Requiere sustratos drenantes ya que es muy sensible al exceso de riego, sobre todo en los periodos más fríos. Puede ser cultivada en exterior en climas con inviernos suaves (mín. 1 °C). 
Necesita buena luminosidad pudiendo ubicarse incluso al sol directo. En interior se recomienda situarla cerca de una ventana y en exterior puede cultivarse a la sombra o al sol, siempre que no le falte el riego durante los meses más cálidos.

## Taxonomía
Ceropegia woodii fue descrita$ por Rudolf Schlechter y publicado en Botanische Jahrbücher für Systematik, Pflanzengeschichte und Pflanzengeographie 18(Beibl. 45): 34. 1894.

Sinonimia
- Ceropegia barbertonensis N.E.Br.
- Ceropegia euryacme Schltr.
- Ceropegia hastata N.E. Br.
- Ceropegia collaricorona Werderm.
- Ceropegia leptocarpa Schltr.
- Ceropegia linearis subsp. woodii (Schltr.) H.Huber
- Ceropegia schoenlandii N.E.Br.[2]